# Carl Swartz
Pour les articles homonymes, voir Swartz.
Carl Johan Gustaf Swartz est un homme d'État suédois né le 5 juin 1858 à Norrköping et mort le 6 novembre 1926 à Stockholm. Il est ministre d'État pendant quelques mois en 1917.

## Distinctions
- Commandeur 1re classe de l'ordre de Vasa
- Grand officier de la Légion d'honneur (1910)